# Aime
Aime este o comună în departamentul Savoie din sud-estul Franței. În 2009 avea o populație de 3.461 de locuitori.

## Evoluția populației
| An        | 1975  | 1982  | 1990  | 1999  | 2006  | 2009  |
| --------- | ----- | ----- | ----- | ----- | ----- | ----- |
| Populație | 2.454 | 2.615 | 2.963 | 3.229 | 3.369 | 3.461 |

## Monumente
- Biserica Sfântul Martin din Aime⁠(fr)[traduceți], monument istoric din secolul al XI-lea, muzeu